# Amblyopone
Amblyopone es un género de hormigas pertenecientes a la subfamilia Amblyoponinae. Contiene 9 especies que se encuentran en Australia, Nueva Caledonia, Nueva Guinea y Nueva Zelanda. Las hormigas de este género contienen obreras capaces de reproducirse cuando falta una reina en la colonia.

## Especies
Se reconocen las siguientes:
- Amblyopone aberrans Wheeler, 1927
- Amblyopone australis Erichson, 1842
- Amblyopone clarki Wheeler, 1927
- Amblyopone gingivalis Brown, 1960
- Amblyopone hackeri Wheeler, 1927
- Amblyopone leae Wheeler, 1927
- Amblyopone longidens Forel, 1910
- Amblyopone mercovichi Brown, 1960
- Amblyopone michaelseni Forel, 1907